# 飞行管理系统

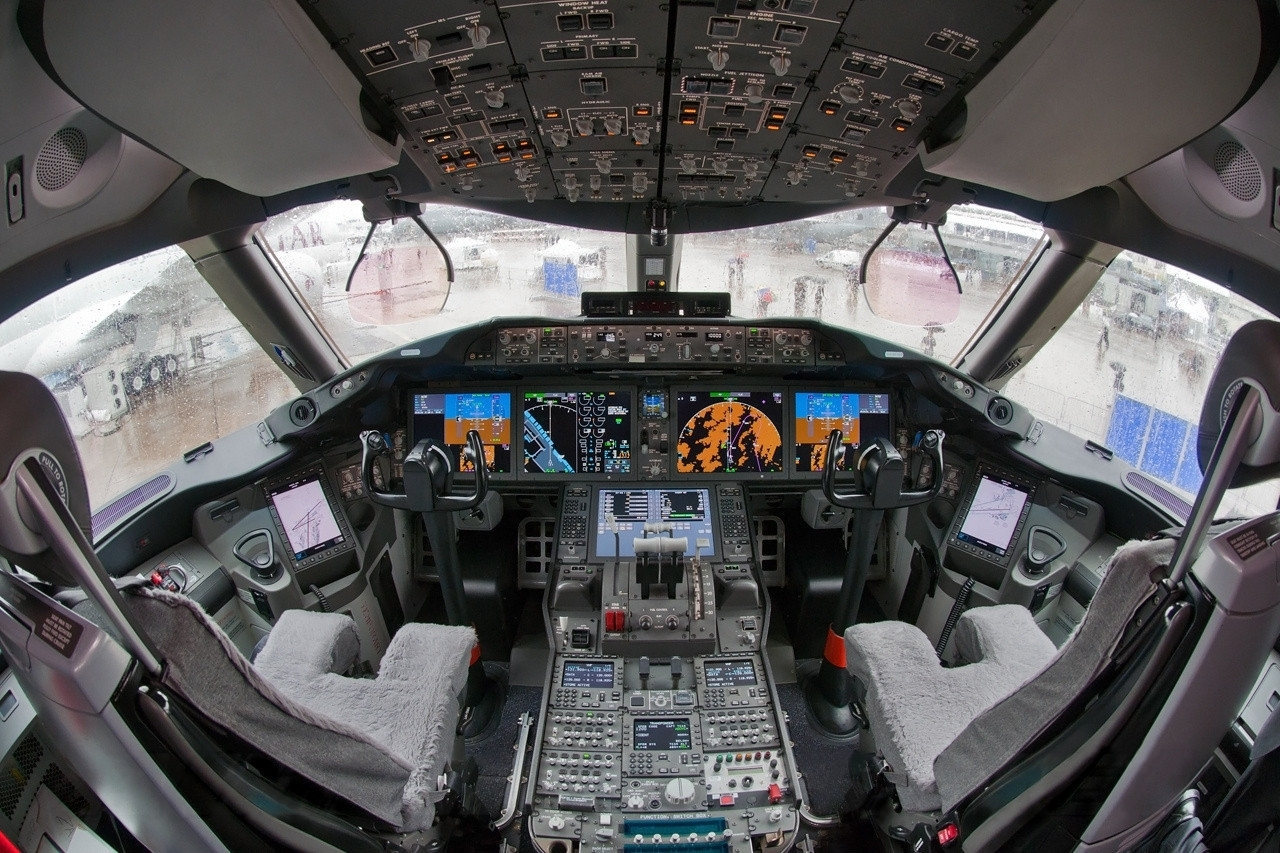
Boeing 787-8的飞行管理系统

飞行管理系统（英語：Flight management system，缩写FMS）是一种计算机化的航空电子部件，主要用于商用或公务航空器上，用于辅助飞行员管理导航、飞行计划、飞行控制等方面的工作。

## 组成
飞行管理系统主要由以下四方面的部件组成：
1. 飞行管理计算机（FMC）
2. 自动驾驶（AFS）
3. 导航系统，包括惯性导航系统（INS）和全球定位系统（GPS）
4. 电子飞行仪表系统 （EFIS）

## 飞行管理计算机
飞行管理计算机是整个系统的核心，相当于整个系统的大脑。它的主要功能包括：
- 通过显示飞行员预先编制的飞行路线，以及数据库中的其他相关信息，如标准离场和进近程序，给出实際的水平导航信息。这些信息和飞机目前位置信息组合一起，形成移动式地图显示。
- 计算性能数据，预测垂直飞行轨迹。以飞机重量、成本指数和巡航高度为基础，辅以预测风速，飞行管理计算机可以计算出一条最省油的垂直飞行路径。自动飞行系统与纵向和横向导航都接通的情况下，自动飞行系统就可以遵循这条路径控制飞行。

## 自动飞行系统
如果将飞行管理计算机比喻为这个系统的大脑的话，那么自动飞行系统就相当于这个系统的四肢了。它负责执行飞行管理系统给出的飞行指令。自动飞行系统由自动飞行指引系统和自动油门（如果有的话）组成，在自动导航和自动油门接通的情况下，它们就相当于飞机的四肢。只有在纵向导航模式和横行导航模式同时或部分接通的情况下，自动飞行系统才完全或部分地使航空器沿着飞行管理计算机指定的路径飞行。

## 导航系统
导航系统主要由惯性导航系统（IRS）或姿态方向参考系统（AHRS）、全球定位系统（GPS）以及现有的无线电导航系统（如甚高频全向信标—测距仪）组成。GPS是目前可以给出到最精确位置信息的定位系统。惯导系统和姿态方向参考系统可以做到，而GPS做不到的是：惯导系统可以给出原始数据，例如对航空器飞行至关重要的姿态和航向。导航系统将导航信息送给飞行管理计算机去计算，送给自动飞行系统去操纵航空器，送给电子飞行仪表系统去显示。在整个飞行阶段，很少需要飞行员去做什么。

## 电子飞行仪表系统
电子飞行仪表系统，英文缩写为EFIS，严格说来应该称为飞行信息显示系统，主要负责显示飞行信息。其中包括来自飞行管理计算机的实时信息，如姿态、速度、航向、位置和预定飞行路径及航迹等等。它由电子姿态指示器（EADI）及电子水平状态指示器（EHSI）构成，或者在某些航空器上是由主显示器（PFD）和导航显示器（ND）（有时是多功能显示器MFD）组成。它们都可以显示水平或垂直飞行信息。